# Чхеидзе, Георгий
Георгий Чхеидзе (груз. გიორგი ჩხეიძე;род. 30 октября 1997 года) — грузинский тяжелоатлет, серебряный призёр чемпионата мира 2022 года и чемпионата Европы 2022 и 2023 годов. Участник летних Олимпийских игр 2016 года в Бразилии.

## Карьера
В 2015 году грузинский спортсмен на юниорском чемпионате Европы завоевал серебряную медаль в категории до 105 килограммов с результатом 375 кг по сумме двух упражнений. В этом же году принял участие во взрослом чемпионате мира в США, где занял итоговое 16-е место.
На первом для себя взрослом чемпионате Европы в 2016 году Григорий по сумме двух упражнений зафиксировал результат 381 кг и стал девятым.
В августе 2016 года принял участие в соревнованиях летних Олимпийских игр в Рио-де-Жанейро. В весовой категории до 105 кг в рывке взяв 170 кг, не смог зафиксировать вес в упражнении «толчок».
В 2019 году принял участие в чемпионате мира в Таиланде. Выступал в новой весовой категории свыше 109 кг. В результате стал 12-м, с весом на штанге по сумме двух упражнений — 412 кг.
В 2022 году, весной, на чемпионате Европы в Тиране, в категории до 109 килограммов, завоевал серебряную медаль с результатом по сумме двух упражнений 384 килограмма.
На чемпионате мира 2022 года в Боготе, в Колумбии в категории до 109 кг завоевал серебряную медаль по сумме двух упражнений с результатом 389 кг, также в его копилке малая серебряная медаль в толчке (219 кг).
В 2023 году, весной, на чемпионате Европы в Ереване, в категории до 109 килограммов, завоевал серебряную медаль с результатом по сумме двух упражнений 381 килограмм. В обоих упражнениях он становился четвёртым. 

## Достижения
Чемпионат мира
| Результат | Вес       | Год  | Место соревнований | Рывок | Толчок | Общий вес |
| Серебро   | до 109 кг | 2022 | Богота, Колумбия   | 170,0 | 219,0  | 389,0     |

Чемпионат Европы
| Результат | Вес       | Год  | Место соревнований | Рывок | Толчок | Общий вес |
| Серебро   | до 109 кг | 2022 | Тирана, Албания    | 174,0 | 210,0  | 384,0     |
| Серебро   | до 109 кг | 2022 | Тирана, Албания    | 173,0 | 208,0  | 381,0     |